# مويا برينان
مويا برينان (بالأيرلندية: Moya Brennan) (و. 1952  م) هي موسيقية، ومغنية، وكاتبة غنائية، وعازفة قيثار، وفاعلة خير، وملحنة أيرلندية، تستخدم آلات قيثار.

## التعليم
تعلمت في Royal Irish Academy of Music ‏.

## جوائز
حصلت على جوائز منها:
- جائزة إيمي.

## وصلات خارجية
- مويا برينان على موقع IMDb (الإنجليزية)
- مويا برينان على موقع ميوزك برينز (الإنجليزية)
- مويا برينان على موقع أول ميوزيك (الإنجليزية)
- مويا برينان على موقع ديسكوغز (الإنجليزية)
- مويا برينان على موقع ديسكوغز (الإنجليزية)
- مويا برينان على موقع قاعدة بيانات الفيلم (الإنجليزية)

- مويا برينان في قاعدة بيانات الأفلام على الإنترنت